# Mesophractias obfuscata
Mesophractias obfuscata är en fjärilsart som beskrevs av W. Warren 1913. Mesophractias obfuscata ingår i släktet Mesophractias och familjen nattflyn. Inga underarter finns listade i Catalogue of Life.